# Конвенция (право)
Вижте пояснителната страница за други значения на Конвенция.
Конвенцията (на латински: conventio – договор, споразумение, спогодба) е термин за вид договор, на български използван предимно за разновидност на международния договор.
Социалната конвенция обикновено съдържа набор от договорени или общоприети правила, стандарти, норми, критерии, често във формата на обичаи. В международното право терминът се отнася за някои официални принципни заявления, като например Конвенцията за правата на детето. Освен че за предмет имат общи въпроси, друго характерно тяхно отличие е, че по правило са многостранни и са отворени за присъединяване за всички държави, за разлика от останалите международни договори, които са предимно двустранни или, по-рядко, между няколко страни.
Многостранните конвенции се разработват и приемат по правило в рамките на международни организации – най-често Организацията на обединените нации (и нейни органи), както и други като Съвета на Европа. Те са възприемани от ратифициралите ги държави като равносилни на международни договори.
Сред известните конвенции в международната сфера са редица Женевски конвенции по международното хуманитарно право – като Конвенцията за статута на бежанците (1951), Виенски конвенции – за дипломатическите (1961) и за консулските (1963) отношения, за правото на международните договори (1969), Конвенцията на ООН по морското право (1982), Европейската конвенция за правата на човека (1950).
Сред двустранните договори конвенции обикновено се наричат споразумения по консулски, пощенски, транспортни и други въпроси. Конвенцията като правило регулира целия комплекс въпроси, свързани със съответната тема – в този смисъл е аналог на кодекса.